# George Gaylord Simpson
George Gaylord Simpson, född 16 juni 1902 i Chicago, Illinois, död 6 oktober 1984 i Tucson, Arizona, var en amerikansk paleontolog och professor.
Simpson var expert på utrotade arter och interkontinentala förflyttningar. Han tilldelades Penrosemedaljen 1952.